# Ann Linde
Ann Christin Linde (nacida el 4 de diciembre de 1961) es una política sueca del Partido Socialdemócrata, ministra de Asuntos Exteriores en el gobierno del Primer Ministro Stefan Löfven y de la primera ministra Magdalena Andersson desde el 10 de septiembre de 2019 hasta el 18 de octubre de 2022.
Linde anteriormente fue Ministra de Comercio Exterior y Ministra de Cooperación Nórdica. También Ministra de Asuntos y Comercio de la Unión Europea para el Gabinete de Löfven desde el 25 de mayo de 2016.

## Trayectoria política
En la década de 1990, Linde trabajó en oficinas gubernamentales, incluida la Secretaría del Ministerio de Asuntos Civiles y como asesora política de la UE para el ministro de Comercio Mats Hellström de Asuntos Exteriores y el ministro de Defensa Björn von Sydow en el Ministerio de Defensa .
Fue Secretaria de Estado del Ministerio del Interior. Trabajó como Secretaria de Estado con el ministro del Interior Anders Ygeman en el Ministerio de Justicia . Entre 2013 y 2014 fue jefa del Departamento Internacional del Partido Socialista Europeo en Bruselas, una organización paraguas para todos los partidos socialdemócratas de la UE. Anteriormente fue secretaria internacional en el Partido Socialdemócrata en Suecia entre 2000 y 2013. Durante el mismo período, estuvo en la junta del Centro Internacional Olof Palmes, la última vez como vicepresidenta. 
Bajo el liderazgo de Linde, el gobierno de Suecia decidió en marzo de 2020 enviar una fuerza de reacción rápida de hasta 150 soldados y helicópteros a Malí para unirse al grupo de trabajo Takuba liderado por Francia en la lucha contra militantes vinculados con Al Qaeda y el Estado Islámico en la región del Sahel del norte de África .

## Controversias
Linde recibió críticas por usar un pañuelo en la cabeza durante una visita de una delegación del gobierno a Teherán en 2017.

## Vida personal
Desde 1989, está casada con Mats Eriksson con quien tiene dos hijos.  